# 哈爾維博物館
哈爾維博物館（瑞典語：Hallwylska museet）是瑞典的一座博物館，位於斯德哥爾摩市中心。哈爾維博物館的建築修建於1893年至1898年，曾經屬於哈爾維伯爵和夫人，但在1920年被捐贈給瑞典政府。這座博物館開業於1938年。

## 外部連結
- 官方网站
- Virtual tour of the Hallwyl Museum （页面存档备份，存于） provided by Google Arts & Culture
- 维基共享资源上的相關多媒體資源：哈爾維博物館